# Chiesa di Santo Stefano Protomartire (Malcesine)
La chiesa di Santo Stefano Protomartire è la parrocchiale di Malcesine, in provincia e diocesi di Verona; fa parte del vicariato del Lago Veronese-Caprino.

## Storia

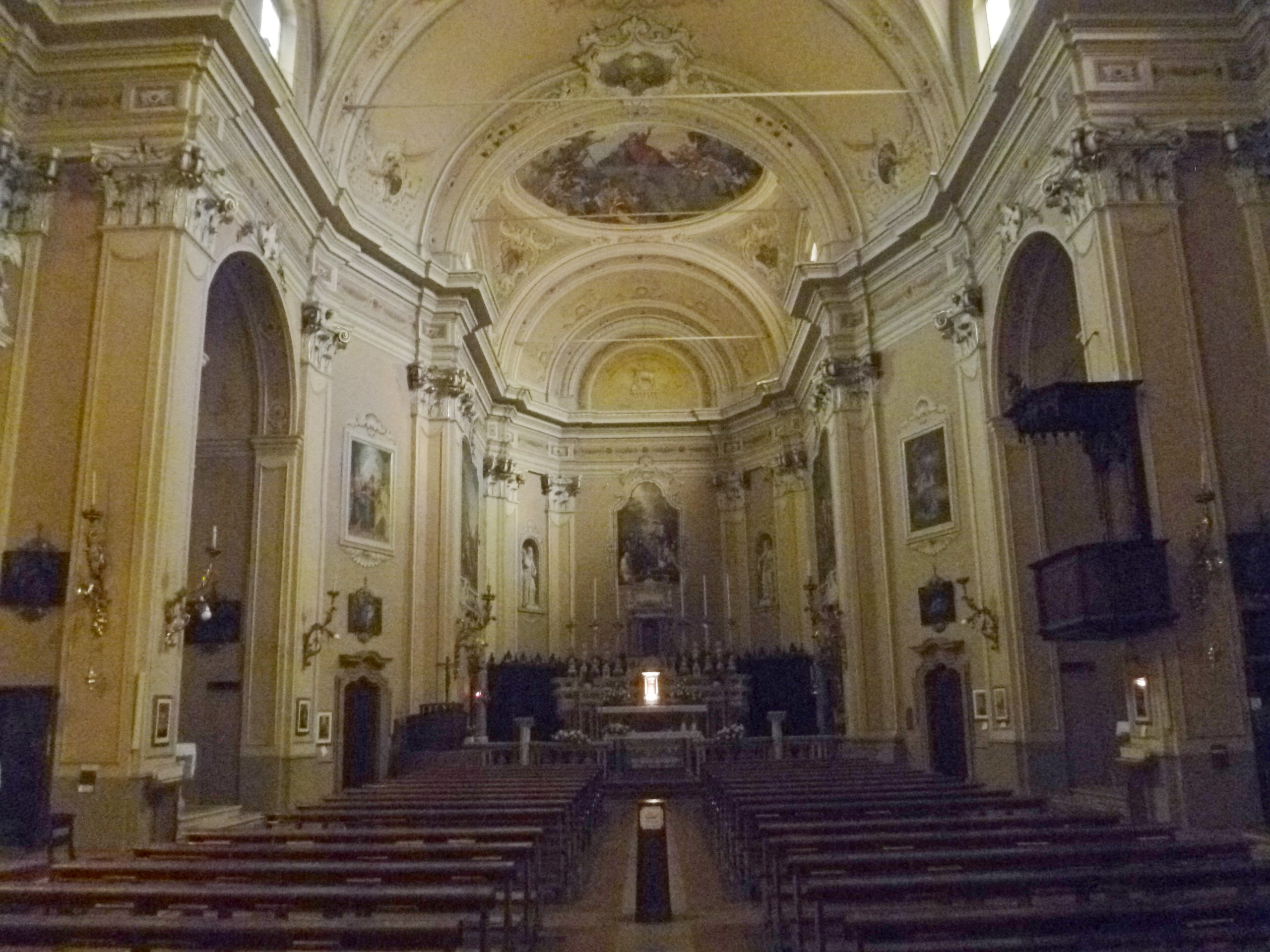
L'interno

La primitiva pieve di Malcesine sorse probabilmente lì dove anticamente esisteva un tempio dedicato alla dea pagana Iside.
 

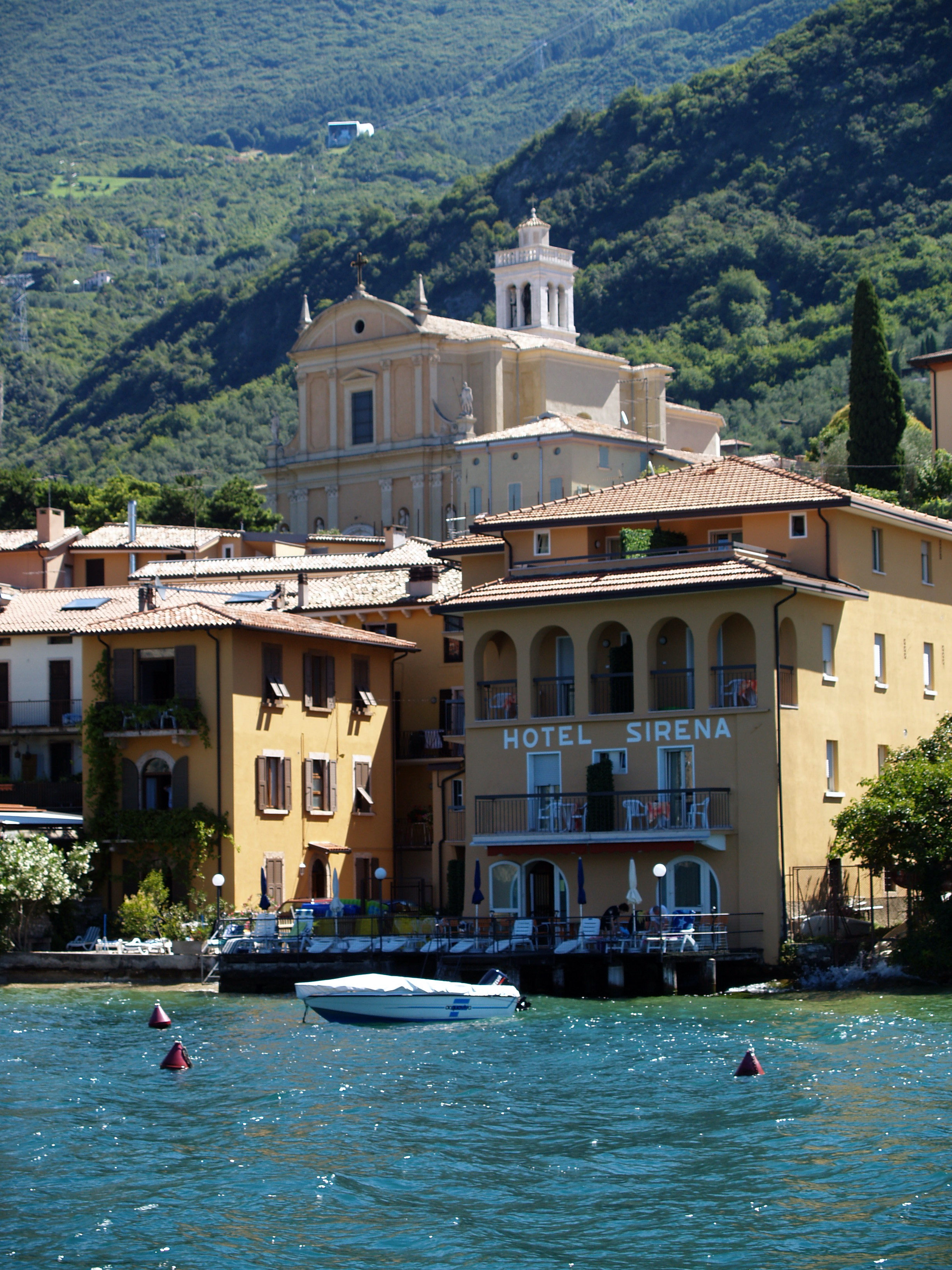
La chiesa vista dal lago

In questa chiesa furono traslate nel IX secolo le spoglie dei santi Benigno e Caro.

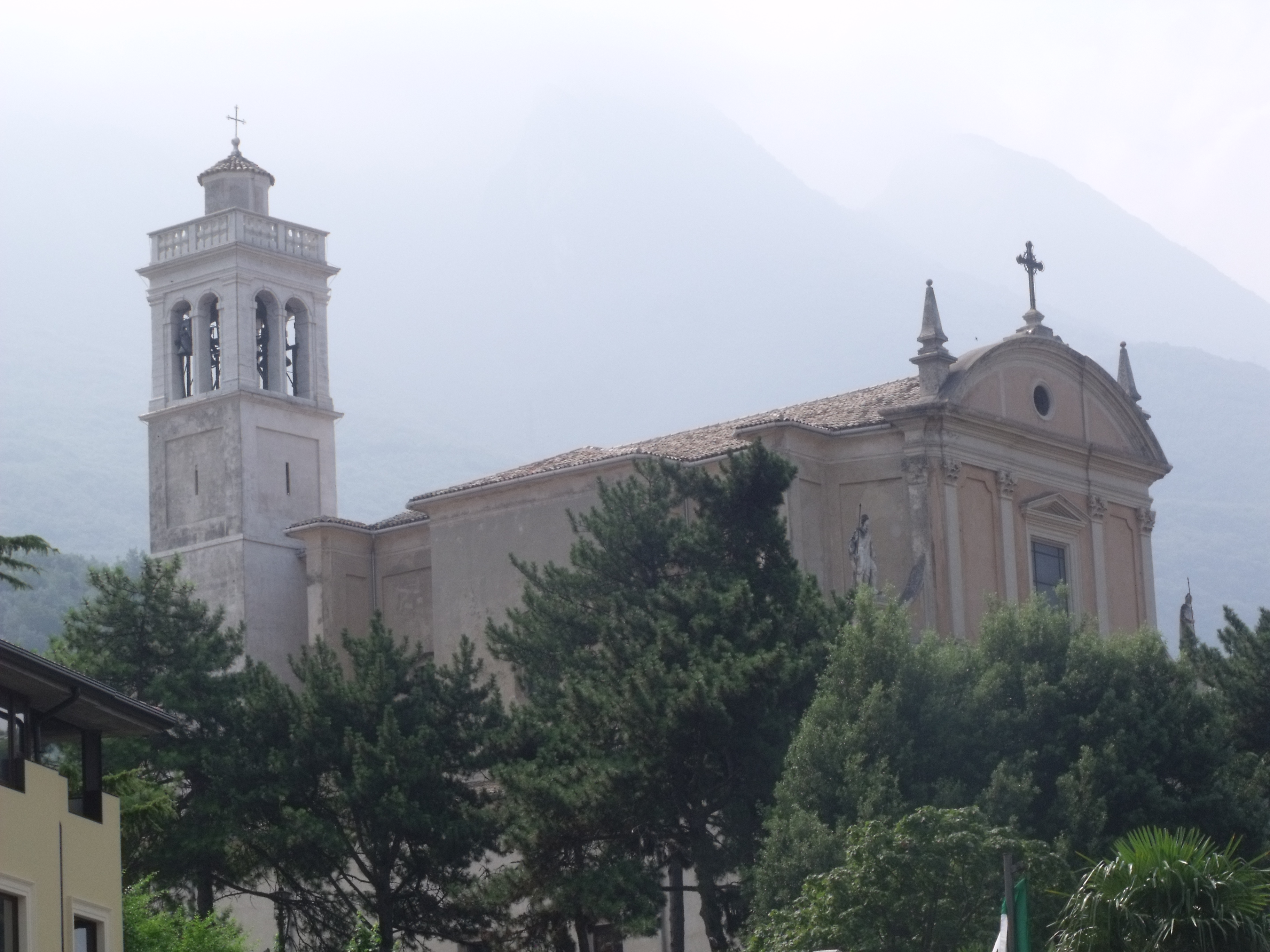
La chiesa vista dal centro del paese

Nel 1159 alla pieve di Malcesine venne confermata la giurisdizione sulle chiese di San Zeno di Brenzone, di Sant'Angelo e dei Santi Simone, Giuda e Giovanni Evangelista.
Nel 1313 il vescovo di Verona Teobaldo III fece mettere i corpi dei due suddetti Santi in una nuova urna in pietra e la chiesa subì un intervento di restauro per volere dello stesso vescovo.
Nel 1514 vennero istituite le confraternite dei santi Benigno e Caro e del Santissimo Sacramento.
Il 16 ottobre 1562 papa Pio IV concesse ai frati Olivetani di Santa Maria in Organo di fondare un monastero annesso alla pieve e di essere preposti alla cura d'anime.
Dalla relazione della visita pastorale del 1567 del vescovo Agostino Valier s'apprende che nella pieve erano collocati sette altari.
Nel 1624 la chiesa venne dotata di un nuovo fonte battesimale per interessamento del vicario Federico Carlotti.
Nel 1729 gli abitanti del borgo ottennero dall'abate di Santa Maria in Organo il permesso di demolire l'antica pieve e a riedifcarla; in quello stesso anno fu posta la prima pietra della nuova parrocchiale. I lavori terminarono nel 1739.
Il 7 marzo del 1759 i frati Olivetani se ne andarono da Malcesine a seguito di un provvedimento preso dalla Serenissima Repubblica di Venezia l'anno precedente e lasciarono il posto al clero diocesano; qualche mese dopo, il 12 settembre, la pieve venne consacrata.
Tra il 1869 e il 1882 la facciata fu rifatta e nel 1913 l'interno della pieve venne decorato.
La chiesa di ristrutturata tra il 2013 ed il 2014.

## Descrizione
L'interno della chiesa è ad un'unica navata con soffitto a botte; l'aula termina con il presbiterio rialzato di due gradini, a sua volta chiuso dell'abside poligonale. Opere di pregio qui conservate sono la pala che ha come soggetto Santo Stefano Protomartire, realizzata da Felice Boscaratti, le tele che raffigurano Davide e Abigaille e Rebecca che riceve doni da Abramo, il dipinto del soffitto che rappresenta la Gloria di Santo Stefano, eseguito da Odoardo Perini, autore anche dell'affresco con il Martirio di Santo Stefano.
Nella prima cappella a destra partendo dal fondo, dedicata a san Pietro, vi è collocata la pala d'altare Deposizione dalla croce dipinta da Girolamo dai Libri nel 1490 per la cappella della Madonna del Rosario (o Da Lisca) della chiesa di Santa Maria in Organo e giunta a Malcesine nel 1720.